# Neereind
't Neereind is een buurtschap van Oostelbeers in de Nederlandse gemeente Oirschot. 
De buurtschap bestaat uit de straten Neereindseweg (gedeeltelijk), Domineeshof, Schuttersweg en Esperenweg. 62 huizen vallen er binnen dit gebied. 
De weg van Neereind naar de provinciale weg te Oostelbeers werd in 1962-1963 verhard. Hiervoor betrof het een zandpad.
Dorpen: Middelbeers · Oostelbeers · Oirschot · Spoordonk 

Buurtschappen: Boterwijk · Evenheuvel · Groene Woud · Hedel · Hoogeind · Huygevoort · Kattenberg · Kuikseind · Lieveld · Pandgat · Polsdonken · Straten · Theetuin · Tregelaar · Voorteind · Westelbeers

Noord-Brabant: Steden en dorpen      Nederland: Provincies · Gemeenten